# Anlageverordnung
Die Anlageverordnung ist eine deutsche Bundesrechtsverordnung, die die Anlagegrundsätze für das gebundene Vermögen für Versicherungsunternehmen definiert. Sie konkretisiert damit den § 124 des deutschen Versicherungsaufsichtsgesetzes. Sie besteht aus sieben Paragraphen sowie der Ein- und Schlussformel.
Am 26. Februar 2015 hat das Bundeskabinett den Entwurf einer Novellierung verabschiedet, die am 22. April 2016 in Kraft trat.